# روزا تشائل
روزا تشائل (بالإسبانية: Rosa Chacel)‏ (1898 - 1994)، هي عميدة الأدب الإسباني. كاتبة إسبانية

## حياتها
ولدت يوم 3 يونيو 1898 بمدينة بلد الوليد وسط إسبانيا لعائلة ليبرالية، ونشأت في بيئة سمحت لها بتكوين شخصية مستقلة وفردانية ذات ثقافية أدبية موسوعية، حيث كانت ابنة أخت الكاتب الكبير “زوريا” الإسباني، الذي انتحر حزينًا على ضياع الأخلاق في إسبانيا زمن الحرب. عملت “روزا تشاثل” في شبابها في مجلة “الغرب”، ثم عاشت بعد الحرب الأهلية الإسبانية في منفاها في الأرجنتين حتى عودتها عام 1975.
تنتمي روزا إلى الجيل الذي كان له فضل الريادة الأدبية والفكرية في أنحاء مختلفة من العالم. جاء مولدها في مدينة بلد الوليد، وفيها أمضت تسع سنوات من بواكير عمرها تتسم شذا الأندلس وعطرها، وهو مالم تستطع نسيانه حين انتقلت مع اسرتها للإقامة في مدريد.
درست في مدريد الفن التشكيلي، لكنها مع هوايتها تلك لم تجد فيه ذاتها، وتعلمت الكتابة على يد الفيلسوف خوسيه أورتيجا، الذي اتاح لها فرصة النشر في مجلته <<Revista de Occidente>> ونشرت أولى قصصها <<محطة ذهاب وإياب>> عام 1930م، وبدأت أقدامها ترسخ في الوسط الأدبي، خاصة بعدما كونت صداقات حميمة مع أعضاء جيل 27 الشعري مثل: غارثيا لورا ورافائيل ألبرتي. فكتبت القصة القصيرة والرواية والشعر والمقالة.
وحين تغلبت الفاشيست في الحرب الأهلية الإسبانية عام 1939م عاشت في منفاها في روما التي أمضت بها خمس سنوات، درست خلالها الفنون الجميلة، ثم انتقلت إلى أمريكا اللاتينية، لتعيش متنقلة مابين بوينس آيرس و- ريو دي جانيرو. وهناك نشرت غالبية اعمالها وترجماتها لأدباء عالميين إلى اللغة الإسبانية.
وعادت روزا إلى وطنها إسبانيا بعد وفاة الديكتاتور فرانكو سنة 1975م.

### جوائز
وحصلت على عدة جوائز منها:
- جائزة النقد عام 1976 عن روايتها <<حي العجائب>>.
- والجائزة الوطنية للأداب.
- دكتوراه فخرية سنة 1989 من جامعة بلد الوليد.
- وقبل وفاتها بنحو اسبوعين سلمها الملك خوان كارلوس وعقيلته ميدالية الفنون الجميلة.

## وفاتها

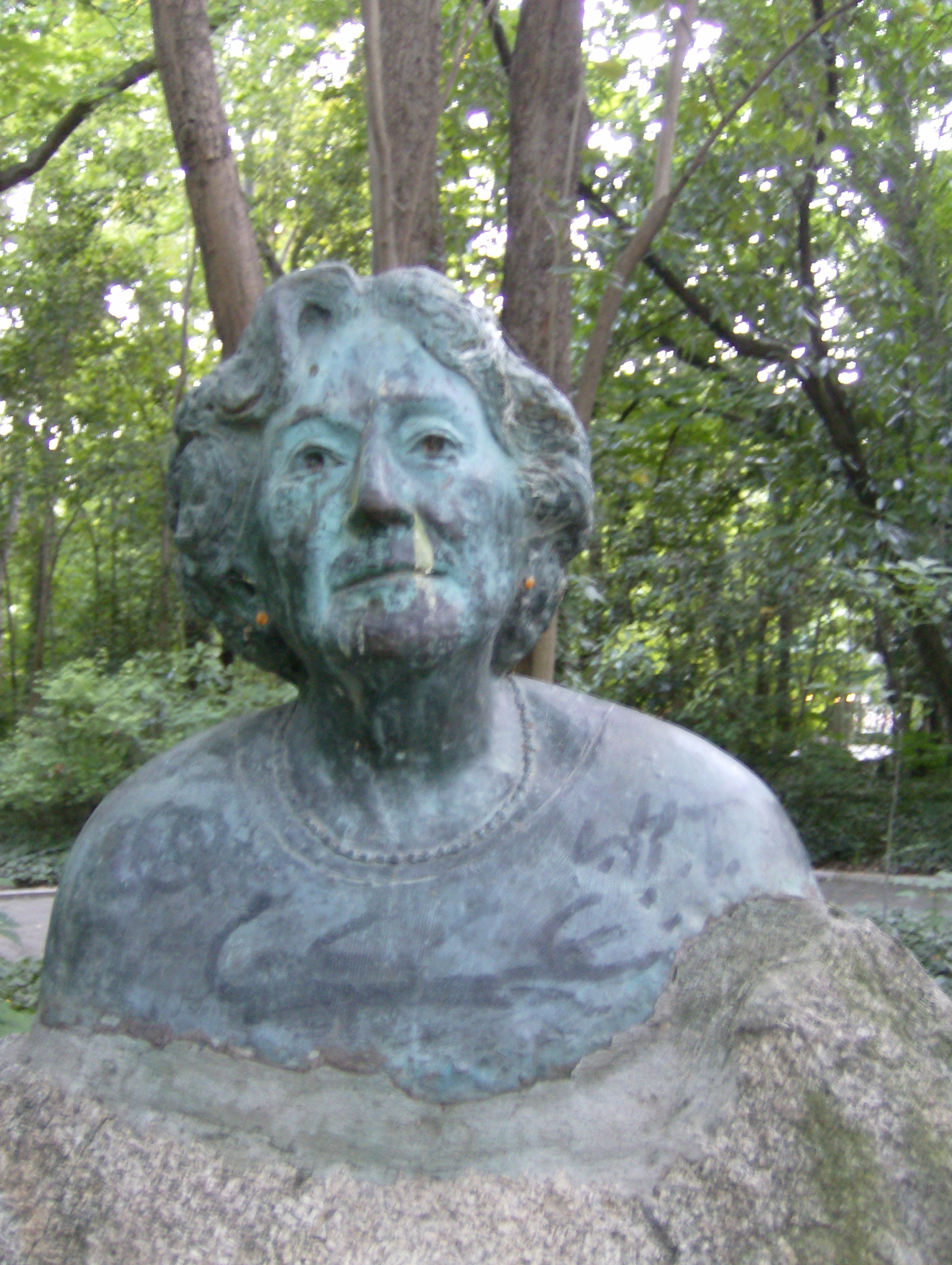
تمثال لعميدة الادب الاسباني روزا تشائل بمدينة بلد الوليد وسط اسبانيا

توفيت يوم 27 يوليو عام 1994، بمدينة مدريد عن عمر 96 سنة. ولها تمثال شهير في “بلد الوليد” في ميدان “بونينتي” الرئيس، يصورها جالسة على أريكة خشبية، وبجوارها معطفها تنتظر.

## من أعمالها
من أبرز اعمالها: رويات:
- ذكريات لتيثا بابي (رواية).
- الظلم (رواية).
- حي العجائب (رواية).
- علوم الطبيعة (رواية).
- القلعة (رواية).

- إلى جانب كتابها <<حذار من الحرية>>، الذي تُحذر فيه النساء من مخاطر الفهم الخاطئ للحرية المنشودة.

## روابط خارجية
- روزا تشائل على موقع الموسوعة البريطانية (الإنجليزية)